# Scottish Championship 2018/19
Die Scottish Championship wurde 2018/19 zum sechsten Mal als zweithöchste Fußball-Spielklasse der Herren in Schottland ausgespielt. Es war zudem die 113. Austragung einer zweithöchsten Fußball-Spielklasse innerhalb der 2013 gegründeten Scottish Professional Football League. Die Liga wurde offiziell als Ladbrokes Scottish Championship ausgetragen. Die Liga folgte der erstklassigen Premiership und lag über der League One und Two als eine der vier Profiligen innerhalb der Scottish Professional Football League. Die Saison wurde von der Scottish Professional Football League geleitet und ausgetragen. Die Saison begann am 4. August 2018 und endete am 4. Mai 2019.
In der Saison 2018/19 traten zehn Klubs in insgesamt 36 Spieltagen gegeneinander an. Jedes Team spielte jeweils zweimal zu Hause und auswärts gegen jedes andere Team. Als Absteiger aus der letztjährigen Premiership kam Ross County in die Championship, als Aufsteiger aus der League One Ayr United und Alloa Athletic.
Den Titel und Aufstieg sicherte sich Ross County, womit der Wiederaufstieg nach einem Jahr gelang. Für die Aufstiegsrelegation qualifizierten sich Dundee United, Ayr United und Inverness Caledonian Thistle. Queen of the South nahm an der Abstiegsrelegation teil. Der FC Falkirk stieg direkt in die Scottish League One ab.

## Vereine

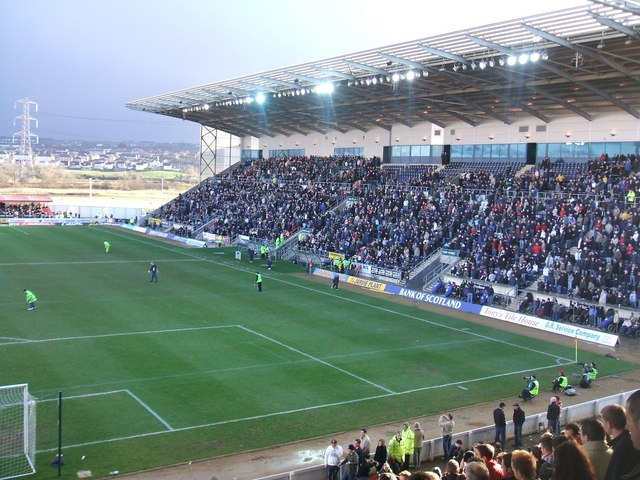
Falkirk Stadium

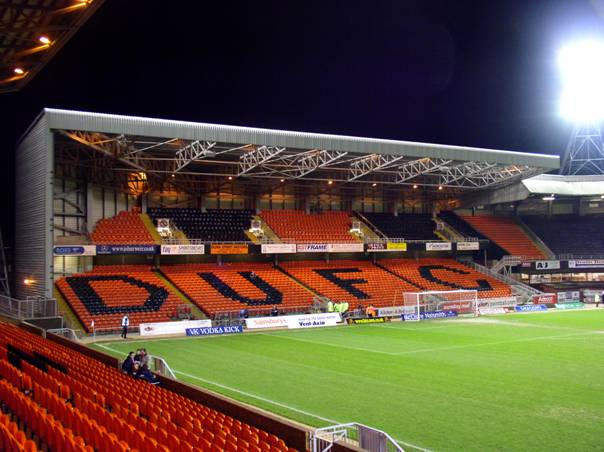
Tannadice Park

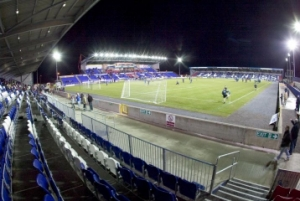
Caledonian Stadium

| Verein                       | Stadt       | Stadion               | Kapazität |
| ---------------------------- | ----------- | --------------------- | --------- |
| Alloa Athletic               | Alloa       | Recreation Park       | 03.100    |
| Ayr United                   | Ayr         | Somerset Park         | 10.185    |
| Dundee United                | Dundee      | Tannadice Park        | 14.229    |
| Dunfermline Athletic         | Dunfermline | East End Park         | 11.480    |
| FC Falkirk                   | Falkirk     | Falkirk Stadium       | 08.750    |
| Greenock Morton              | Greenock    | Cappielow Park        | 11.589    |
| Inverness Caledonian Thistle | Inverness   | Caledonian Stadium    | 07.750    |
| Queen of the South           | Dumfries    | Palmerston Park       | 08.690    |
| Partick Thistle              | Glasgow     | Firhill Stadium       | 10.102    |
| Ross County                  | Dingwall    | Global Energy Stadium | 06.541    |

## Tabelle
| Pl. | Verein                           | Sp. | S  | U  | N  | Tore    | Diff. | Punkte |
| --- | -------------------------------- | --- | -- | -- | -- | ------- | ----- | ------ |
| 1.  | Ross County (A)                  | 36  | 21 | 8  | 7  | 063:340 | +29   | 71     |
| 2.  | Dundee United                    | 36  | 19 | 8  | 9  | 049:400 | +9    | 65     |
| 3.  | Inverness Caledonian Thistle (C) | 36  | 14 | 14 | 8  | 048:400 | +8    | 56     |
| 4.  | Ayr United (N)                   | 36  | 15 | 9  | 12 | 050:380 | +12   | 54     |
| 5.  | Greenock Morton                  | 36  | 11 | 13 | 12 | 036:450 | −9    | 46     |
| 6.  | Partick Thistle (A)              | 36  | 12 | 7  | 17 | 043:520 | −9    | 43     |
| 7.  | Dunfermline Athletic             | 36  | 11 | 8  | 17 | 033:400 | −7    | 41     |
| 8.  | Alloa Athletic (N)               | 36  | 10 | 9  | 17 | 039:530 | −14   | 39     |
| 9.  | Queen of the South               | 36  | 9  | 11 | 16 | 041:480 | −7    | 38     |
| 10. | FC Falkirk                       | 36  | 9  | 11 | 16 | 037:490 | −12   | 38     |

| Zum Saisonende 2018/19: |

| Zum Saisonende 2017/18: |                                                |
| (C)                     | Challenge Cup Sieger des Vorjahres             |
| (A)                     | Absteiger aus der Scottish Premiership 2017/18 |
| (N)                     | Aufsteiger aus der Scottish League One 2017/18 |

## Relegation
Teilnehmer an den Relegationsspielen sind der Neuntplatzierte aus der diesjährigen Championship, Queen of the South sowie drei Mannschaften aus der League One, Forfar Athletic, Raith Rovers und der FC Montrose. Die Sieger der ersten Runde spielten in der letzten Runde um einen Platz für die folgende Scottish Championship-Saison 2019/20.
Erste Runde
Die Spiele wurden am 7. und 11. Mai 2019 ausgetragen.
|              | Gesamt |                    | Hinspiel | Rückspiel |
| ------------ | ------ | ------------------ | -------- | --------- |
| FC Montrose  | 2:6    | Queen of the South | 2:1      | 0:5       |
| Raith Rovers | 3:2    | Forfar Athletic    | 2:1      | 1:1       |

Zweite Runde
Die Spiele wurden am 15. und 18. Mai 2019 ausgetragen.
|              | Gesamt |                    | Hinspiel | Rückspiel |
| ------------ | ------ | ------------------ | -------- | --------- |
| Raith Rovers | 1:3    | Queen of the South | 1:3      | 0:0       |